# Studio A-Cat
Studio A-Cat Inc. (株式会社studio A-CAT, Kabushiki-gaisha studio A-CAT) est un studio d'animation japonais créé en 1996 et basé à Tachikawa.

## Productions

### Séries télévisées
| Année | Titre                                           | Réalisateur(s)              | Dates de 1re diffusion | Dates de 1re diffusion | Nb. éps. | Remarques                                                                                          | Réf(s) |
| Année | Titre                                           | Réalisateur(s)              | Début                  | Fin                    | Nb. éps. | Remarques                                                                                          | Réf(s) |
| ----- | ----------------------------------------------- | --------------------------- | ---------------------- | ---------------------- | -------- | -------------------------------------------------------------------------------------------------- | ------ |
| 2017  | Frame Arms Girl (en)                            | Keiichiro Kawaguchi         | 3 avril 2017           | 19 juin 2017           | 12       | Basée sur la série de mangas écrite par Kotobukiya. Coproduite avec ZEXCS.                         | [ 2 ]  |
| 2017  | Taisho Mebiusline Chicchaisan                   | Shuu Watanabe               | 6 octobre 2017         | 22 décembre 2017       | 12       | Basée sur le roman Taishou Mebiusline de HolicWorks.                                               | [ 3 ]  |
| 2018  | Pastel Life                                     | Tommy Hino                  | 16 mai 2018            | 21 juin 2018           | 6        | Série dérivée de la franchise BanG Dream!.                                                         | [ 4 ]  |
| 2019  | Over Drive Girl 1/6                             | Keitaro Motonaga            | 6 avril 2019           | 22 juin 2019           | 12       | Basée sur la série de mangas écrite par Öyster.                                                    | [ 5 ]  |
| 2020  | Tamayomi                                        | Toshinori Fukushima         | 1er avril 2020         | 17 juin 2020           | 12       | Basée sur la série de mangas écrite par Mountain Pukuichi.                                         | [ 6 ]  |
| 2021  | LBX Girls                                       | Keitaro Motonaga            | 7 janvier 2021         | 25 mars 2021           | 12       | Spin-off de Little Battlers Experience.                                                            | [ 7 ]  |
| 2021  | Getter Robo Arc (en)                            | Jun Kawagoe                 | 4 juillet 2021         | 26 septembre 2021      | 13       | Basée sur le manga écrit par Ken Ishikawa. Coproduit avec Bee Media.                               | [ 8 ]  |
| 2021  | Battle in 5 Seconds After Meeting (en)          | Meigo Naitou Nobuyoshi Arai | 13 juillet 2021        | 28 septembre 2021      | 12       | Basée sur la série manga écrit par Saizō Harawata. Coproduit avec SynergySP et Vega Entertainment. | ,      |
| 2022  | She Professed Herself Pupil of the Wiseman (en) | Keitaro Motonaga            | 12 janvier 2022        | 30 mars 2022           | 12       | Basée sur la série de light novel écrit par Hirotsugu Ryusen.                                      | ,      |
| 2024  | Highspeed Étoile                                | Keitaro Motonaga            | 5 avril 2024           | en cours               |          | | [ 13 ] |
| 2025  | The Beginning After the End                     | Keitaro Motonaga            | 2 Avril 2025           | en cours               |          | Basée sur le webtoon écrit par TurtleMe et illustré par Fuyuki23                                   |        |

### Films
| Année | Titre                                             | Réalisateur(s)      | Dates de sortie | Remarques                                        | Réf(s) |
| ----- | ------------------------------------------------- | ------------------- | --------------- | ------------------------------------------------ | ------ |
| 2019  | Frame Arms Girl: Kyakkyau Fufu na Wonderland (en) | Keiichiro Kawaguchi | 29 juin 2019    | Suite de Frame Arms Girl. Coproduite avec Zexcs. | [ 14 ] |

### OAV
| Année | Titre                     | Réalisateur(s) | Dates de sortie | Nb. éps. | Remarques                                      | Réf(s) |
| ----- | ------------------------- | -------------- | --------------- | -------- | ---------------------------------------------- | ------ |
| 2014  | Chō Jikū Robo Meguru (en) | Keiji Gotoh    | novembre 2014   | 1        | Œuvre originale. Coproduite avec Brain's Base. | [ 15 ] |